# Unione Sportiva Peloro 1931-1932
Questa pagina raccoglie i dati riguardanti l'Unione Sportiva Peloro nelle competizioni ufficiali della stagione 1931-1932.

## Rosa
| N. |                   | Ruolo | Calciatore          |
| -- | ----------------- | ----- | ------------------- |
|    | Italia (bandiera) | C     | Arnaud              |
|    | Italia (bandiera) |       | Antonino Bonanno    |
|    | Italia (bandiera) | C     | Francesco Bordonaro |
|    | Italia (bandiera) | D     | Carmelo Buonocore   |
|    | Italia (bandiera) | A     | Leo Cantella        |
|    | Italia (bandiera) | C     | Pasquale Cardine    |
|    | Italia (bandiera) | A     | Centesi             |
|    | Italia (bandiera) |       | Edmondo Ciappina    |
|    | Italia (bandiera) | A     | Pietro Cotugno      |
|    | Italia (bandiera) | A     | Trieste De Fazio    |
|    | Italia (bandiera) | C     | Dell'Anesi          |
|    | Italia (bandiera) | D     | Enrico Dollenz      |
|    | Italia (bandiera) | C     | Fedele              |
|    | Italia (bandiera) | P     | Antonino Giliberto  |

| N. |                   | Ruolo | Calciatore          |
| -- | ----------------- | ----- | ------------------- |
|    | Italia (bandiera) | A     | Giovanni Giordano   |
|    | Italia (bandiera) | D     | Gravagna            |
|    | Italia (bandiera) | C     | Luigi Lucchesi      |
|    | Italia (bandiera) | A     | Mondello            |
|    | Italia (bandiera) | P     | Giovanni Monteleone |
|    | Italia (bandiera) | A     | Montesano           |
|    | Italia (bandiera) | A     | Mario Passamonte    |
|    | Italia (bandiera) | C     | Giovanni Pugliatti  |
|    | Italia (bandiera) | A     | Renato Quartarone   |
|    | Italia (bandiera) | D     | Roberto             |
|    | Italia (bandiera) | A     | Cesare Stagnini     |
|    | Italia (bandiera) | C     | Giuseppe Toscano    |
|    | Italia (bandiera) | C     | Tricoli             |